# Mistake!
「Mistake!」（ミステイク）はフジテレビ系列のバラエティ番組『SMAP×SMAP』内で放映されていたテレビドラマ。2013年3月4日・18日・4月8日放送。全3話。

## 概要
2013年2月27日に発売されたSMAPの49枚目のシングル「Mistake!/Battery」の1曲の「Mistake!」のコンセプトを元にしている。なお『SMAP×SMAP』内で放送される連続ドラマは本作が初となる。
最終回にはドラマ本編が終わった後にSMAPの「Mistake!」が披露された。

## 登場人物
郁美 - 米倉涼子
光男の元彼女。別れた後、現在の夫である孝弘と結婚した。
光男 - 木村拓哉（SMAP）
郁美の元彼氏。孝弘に100万円で郁美の浮気相手になってくれと言われた。
孝弘 - 草彅剛（SMAP）
郁美の夫。彼女に内緒で不倫相手と付き合っている。光男に郁美の浮気相手になってくれと話を持ち掛けた。
修次 - 香取慎吾（SMAP）
光男と郁美を店でタオルで隠したビデオカメラで盗撮していた店員。
孝弘の不倫相手 - 河北麻友子
孝弘と不倫している女性。
占い師 - 温水洋一
郁美を占った男

## 主題歌
- SMAP「Mistake!」（ビクターエンタテインメント）

| スタブアイコン | サブスタブ | この項目は、まだ閲覧者の調べものの参照としては役立たない、テレビ番組に関連した書きかけの項目です。この項目を加筆・訂正などしてくださる協力者を求めています（P:テレビ/PJ:放送または配信の番組）。 |